# 多色蓋蛇鰻
多色蓋蛇鰻（学名：Leiuranus versicolor）為輻鰭魚綱鰻鱺目糯鰻亞目蛇鰻科的其中一種，分布於西太平洋區，包括澳洲、帛琉、巴布亞紐幾內亞、諾克福島等海域，體長可達75.4公分，棲息在沙泥底質海域，為底棲性魚類，屬肉食性，生活習性不明。
其种加词“versicolor”意为“颜色多样的”。